# Spotlight
"Spotlight" je prvi i jedini singl američke pjevačice Madonne s remix albuma You Can Dance, a kao singl je izdan jedino u Japanu 25. travnja 1988. pod Sire Recordsom.

## O pjesmi
Izvorno je ova pjesma snimljena za album True Blue, ali je izbačena s albuma i uvrštena kao nova pjesma na remix kompilaciju starih hitova You Can Dance. 
Iako pjesma nije izdana kao singl u Sjedinjenim Državama, i time se nije mogla pojaviti na Billboard Hot 100 ljestvici, postigla je zapaženi airplay, i time se pojavila na Billboard Top 40 airplay početkom 1988. Najviše je dospjela na 32. mjesto, a sveukupno se na ljestvici zadržala 5 tjedana.
Pjesma je u Japanu korištena u svrhu promocije japanskog dijela turneje Who's That Girl Tour.
Za pjesmu nikada nije snimljen video.

## Popis pjesama i formata
Japanski 7" Vinyl
1. "Spotlight" (Single Edit)
2. "Where's The Party" (Remix Single Edit)

Japanski 7" Vinyl Promo
1. "Spotlight" (LP Version with Fade)
2. "The Look of Love"

Japanski Mini CD
1. "Spotlight"
2. "Where's The Party"

## Službene verzije
1. Original verzija 3:42
2. Extended Remix [Mixed - YCD] 6:15
3. Extended Remix [Unmixed - YCD] 6:25
4. Single Edit of Album Remix 4:33
5. Dub verzija [present on YCD cassette] 4:47